# Evelyn Gardner
Evelyn Florence Margaret Winifred Gardner (27 septembre 1903 - 11 mars 1994) est le plus jeune enfant de Herbert Gardner (1er baron Burghclere), et la première épouse d'Evelyn Waugh. Elle fait partie des Bright Young Things .

## Jeunesse
Evelyn Florence Margaret Winifred Gardner est née le 27 septembre 1903 à Londres. Elle est la plus jeune des quatre filles de Herbert Gardner (1er baron Burghclere) et de Lady Winifred Anne Henrietta Christiana (née Herbert) Byng . Sa mère est la veuve du capitaine l'hon. Alfred John George Byng (un fils de George Byng (2e comte de Strafford) décédé en 1887 . Elle est la sœur d'Alathea, qui épouse Sir Geoffrey Fry (1er baronnet) (en), et Mary, qui épouse Geoffrey Hope-Morley (2e baron Hollenden) .
Ses grands-parents paternels sont Alan Gardner (3e baron Gardner), et sa seconde épouse, l'actrice professionnelle Juliah Sarah Fortescue. Son père est né deux ans avant le mariage de ses parents et n'est donc pas autorisé à hériter de la baronnie de Gardner à la mort de son père en 1883 mais est lui-même élevé à la pairie en tant que baron Burghclere, de Walden dans le comté d'Essex, en 1895. Ses grands-parents maternels sont Henry Herbert (4e comte de Carnarvon), et Lady Evelyn Stanhope, une fille de George Stanhope (6e comte de Chesterfield) .

### Bright Young Things
Dans les années 1920, elle fait partie des Bright Young Things, surnom donné par la presse tabloïd à un groupe de jeunes bohèmes aristocrates et mondains dans les années 1920 à Londres  et vit seule avec Pansy Pakenham (l'une des quatre filles de Thomas Pakenham (5e comte de Longford)). C'est un arrangement si inhabituel qu'elles sont interviewées par Alec Waugh au printemps 1927 pour un article sur les filles modernes. Les deux filles invitent Alec à une fête donnée à Portland Place par le Ranee de Sarawak, et il amène son frère Evelyn Waugh . Avant Waugh, Gardner est fiancée au moins neuf fois, avec : un soldat, un commissaire de bord, un divorcé d'âge moyen . Harold Acton dit qu'elle est « une fauness[pas clair], avec un petit nez retroussé ». Son amie la plus proche, Nancy Mitford (fille du 2e baron Redesdale), déclare qu'elle est « un ravissant garçon, un page ».

## Vie privée
Le 27 juin 1928, à St Paul's à Portman Square, Evelyn Gardner épouse Evelyn Waugh, contre la volonté de son père, qui estime que Waugh manque de fibre morale et a des fréquentations inappropriées . Harold Acton est le témoin, Robert Byron, l'écrivain et critique d'art, conduit la mariée, et Alec Waugh et Pansy Pakenham sont aussi les témoins . La cérémonie a été célébrée par le révérend William Henry Aldis (en), un ancien missionnaire au Sichuan (Szechwan). Parmi leurs amis, ils sont rapidement connus sous le nom de « He-Evelyn » et « She-Evelyn » . Après seulement un an de mariage, elle quitte Waugh pour leur ami commun, John Heygate (en).
Après le divorce d'avec Waugh, de tous leurs amis, seul Anthony Powell reste en contact avec Evelyn Gardner, malgré le fait que la plupart d'entre eux ont été des amis de Gardner avant Waugh. Il est suggéré que le personnage de la femme adulte Brenda Last dans A Handful of Dust (1934) est basé sur Gardner . Le 7 août 1930, Gardner épouse Heygate, un journaliste et romancier nord-irlandais. En 1936, ce mariage se termine également par un divorce. Quatre ans après leur divorce, il devient 4e baronnet Heygate.
En mai 1937, elle épouse Ronald Nightingale (décédé en 1977), un fonctionnaire, plus tard agent immobilier. Ensemble, ils vivent à Tunbridge Wells dans le Kent, ont un fils et une fille :
- Benedict Nightingale (né en 1939), critique dramatique qui épouse la romancière américaine Anne Bryan Redmon en 1964 [12] ;
- Virginia Margaret Ann Nightingale (née en 1943), architecte paysagiste [2].

Gardner est décédée le 11 mars 1994 à Ticehurst, Sussex de l'Est, et est enterrée dans le cimetière de l'église St Mary, Ticehurst .